# Val de San Martín
Val de San Martín là một đô thị ở tỉnh Zaragoza, Aragon, Tây Ban Nha. Theo điều tra dân số 2004 của Viện thống kê Tây Ban Nha (INE), đô thị này có dân số là 84 người. Diện tích đô thị này là 25 ki-lô-mét vuông.